# Santana Greatest Hits
Santana Greatest Hits — музичний альбом гурту Santana. Виданий у червні 1974 року лейблом CBS. Загальна тривалість композицій становить 44:31. Альбом відносять до напрямків джаз, латинський рок.

## Список пісень
1. «Evil Ways»
2. «Jingo»
3. «Hope You're Feeling Better»
4. «Samba Pa Ti»
5. «Persuasion»
6. «Black Magic Woman»
7. «Oye Como Va»
8. «Everything's Coming Our Way»
9. «Se a Cabo»
10. «Everybody's Everything»

## Сертифікації
| Country         | Certification | Sales or Shipments |
| --------------- | ------------- | ------------------ |
| Франція         | Платиновий    | 300,000            |
| Німеччина       | Платиновий    | 500,000            |
| США             | 7× Платиновий | 7,000,000          |
| Велика Британія | Золотий       | 100,000            |